# Martin Lamm (konstnär)
Martin Fredrik Lamm, född 10 augusti 1929 i Ludvika, död 5 december 1983 i Stockholm, var en politisk karikatyrist och illustratör. Han var son till Uno Lamm och äldre bror till Anita Lindman.
Lamm utbildade sig vid Anders Beckmans skola i Stockholm och studerade litografi och etsning vid Central School of Arts and Crafts i London. År 1959 kom han till Dagens Nyheters ledarredaktion med en teckning av Tage Erlander utväxlande nyårsbudskap med skogshuggaren Nikita Chrusjtjov. 
År 1963 gav Lamm ut sitt första album med karikatyrer, och redan där finns den kända bilden av Charles de Gaulle som svarar i telefon: "Europa... Ja, det är jag!" För den teckningen fick han förstapris på Tidningstecknarfestivalen i Montréal 1964.
Martin Lamm medverkade på praktiskt taget alla sidor i Dagens Nyheter. Han gjorde, vid sidan om sina politiska karikatyrer, även söndagsporträtt på aktuella svenska personligheter och reportageteckningar från in- och utländska resor. Som illustratör har han bland annat illustrerat All världens vackra sagor.
Lamms stil var snabba penn- och penseldrag, genomarbetad, träffsäker och med ironisk eftertänksamhet. Hans arbeten finns på Nationalmuseum, Moderna museet i Stockholm och Kalmar konstmuseum.
Med sin hustru Kersti Lamm fick han 1959 sin enda dotter Lotta Lamm.
Han är gravsatt i minneslunden på Norra begravningsplatsen i Stockholm.

## Priser och utmärkelser
- 1959 - Elsa Beskow-plaketten[8]